# Rookery Point
Der Rookery Point (englisch für Brutkoloniespitze) ist eine Landspitze an der Nordküste Südgeorgiens. Sie markiert die Ostseite der Einfahrt zur Rookery Bay.
Der Name der Landspitze erscheint erstmals auf einer Landkarte der britischen Admiralität aus dem Jahr 1930. Die Benennung erfolgte in Anlehnung an diejenige der gleichnamigen Bucht.